# Милославський провулок
Милославський провулок — провулок в Деснянському районі міста Києва, масив Вигурівщина-Троєщина. Пролягає від Милославської вулиці до Милославської вулиці (півколом).

## Історія
Виник наприкінці 2010-х під проєктною назвою Проєктний 13115 (провулок Милославський). Назву присвоєно 2018 року.